# Carl Lange (læge)
 Der er flere personer med dette navn, se Carl Lange.
Carl Georg Lange (født 4. december 1834 i Vordingborg, død 29. maj 1900 i København) var en dansk læge og psykolog, bror til Julius og Fritz Lange. Han er kendt for sit bidrag til James-Langes teori.
Carl Lange var en søn af professor Frederik Olaus Lange. Dimitteret fra Metropolitanskolen 1853 tog han 1859 lægeeksamen og fungerede i de følgende år som underlæge i Søværnet og kandidat ved Frederiks Hospital. I 1863 sendtes han til Grønland for at undersøge sygdomsforholdene og offentliggjorde i Bibliothek for Læger en beretning derom. 1863-1866 var han reservemedikus ved Frederiks Hospital, 1866-1867 assisterende læge ved Almindeligt Hospital. 1866 trådte han ind i redaktionen af Hospitalstidende. 1867-1868 foretog han en studierejse til Zürich og Florents, særlig for studium af nervepatologien, 1868-1876 var han distrikts- og kommunelæge i København, 1868-1874 tillige kirurgisk prosektor. 1869-71 holdt han som privatdocent forelæsninger over nervesygdommenes behandling, 1870 oprettede han en klinik for disse sygdomme. 1871-1875 var han censor ved lægeeksamen. 1874 overtog han sammen med lektor F.V. Rasmussen den medico-pneumatiske anstalt og klinik for brystsygdomme. 1874-1876 var han medudgiver af tidsskriftet Fra Videnskabens Verden. 1875 blev han under lektor Rasmussens sygdom konstitueret som docent i patologisk anatomi, 1877 ved dennes død ansat som lektor deri. Fra 1878 har han været hovedredaktør og udgiver af Hospitalstidende, fra 1883 borgerrepræsentant i København. Ved den internationale lægekongres i København 1884 var han generalsekretær. 1885 blev han professor ordinarius. 1887 foretog han en rundrejse i Europa for at undersøge hospitalsvæsen og medicinske institutter. Samme år organiserede han Industriforeningens hygiejniske udstilling, ved Den nordiske Kunst-, Industri- og Landbrugsudstilling i 1888 var han medlem af udstillingskomiteen og formand for den hygiejniske afdeling. 1890-1891 var han formand for det medicinske selskab. 
Ved overdragelse af talrige sådanne tillidshverv er der overhovedet i høj grad lagt beslag på hans store arbejdskraft og alsidig udviklede, overlegne intelligens, og endnu skal i så henseende nævnes, at han i 1875 blev medlem af direktionen for det classenske litteraturselskab, 1876 medlem af komiteen for anlæggelsen af en vandkuranstalt (formentlig Silkeborg Bad) ved Silkeborg, 1878 medlem af komiteen til omordning af retslægevæsenet i anledning af nævningeinstitutionens indførelse, 1879 medstifter af Selskabet for Sundhedspleje, 1888 medlem af dette selskabs bestyrelse, 1883 formand for komiteen for tilvejebringelsen af en medicinsk foreningsbygning i København, 1884 medlem af overbestyrelsen for poliklinikken for ubemidlede og af overbestyrelsen for Københavns Kommunes folkebiblioteker. 
Ved den internationale lægekongres i Philadelphia i 1876 var han delegeret for Danmark og vicepræsident, ved den under Charcots auspicier organiserede kongres for fysiologisk psykologi i Paris i 1889 medlem for Danmark af den internationale Comité d’honneur. 1890 blev han medudgiver af Centralblatt für Nervenheilkunde u. Psychiatrie. 1893 udnævntes han til æresdoktor ved Lunds Universitet. Af flere udenlandske lægevidenskabelige selskaber er han æresmedlem. Sådanne videnskabelige udmærkelser have naturlig knyttet sig til den af ham udfoldede omfattende litterære virksomhed i tidsskriftsafhandlinger og i særskilte skrifter, der i indhold og fremstillingsform noksom bære vidne om hans klare, skarpt udviklede ånd og erudition ligesom om hans hele originalitet, og hvoraf skal fremhæves: Studier over den akute Ledderhevmatisme (1866), Om St. Veits Dansen (1867), Forelæsninger over Rygmarvens Pathologi (1871-76), Bidrag til Kundskab om den kroniske Rygmarvsbetændelse (1874), Erindringsord til Forelæsninger over almindelig pathologisk Anatomi (1878-83; en ny, ganske omarbejdet udgave er begyndt at udkomme 1896), Om Sindsbevægelser, en psyko-fysiologisk Studie (1885), Om periodiske Depressionstilstande og deres Pathogenese (1886, 2. oplag 1895), Speciel pathologisk Anatomi og Pathogenese (I, 1888-93). I 1866 ægtede han Marie Aagaard, datter af prokurator Just Georg Valdemar Aagaard.